# Jacques Louis Brinkerink
Jacques Louis Brinkerink (Neede, 25 september 1890 - Beilen, 24 mei 1944) was een Nederlands fascist, predikant en burgemeester. Hij was lid van de NSB en van 1943 tot 1944 burgemeester van de gemeenten Oude Tonge en Nieuwe Tonge.

## Levensloop
Brinkerink begon in 1915 als predikant van de Nederlands Hervormde Kerk in Graft. Van 1918 tot 1920 stond hij in Knollendam op de kansel. Daarna was hij zeven jaar dominee in Spankeren en Laag Soeren. In 1927 werd hij beroepen door de Protestantse kerken in Nederlands-Indië. Hij arriveerde daar omstreeks maart 1927 met het schip ss Vondel.. Hij ging voor in de gemeenten te Batavia, Soerabaja, Magelang, Bandjermasin, Pontianak en Semarang. In 1935 keerde hij wegens ziekteverlof terug naar Nederland. In maart van dat jaar scheidde hij van zijn vrouw Georgine Henriette Hart de Ruyter. Een jaar later hertrouwde hij met Aaltje Telder. Hij was inmiddels ook beroepen tot predikant in Nes op Ameland. Daarna ging hij nog voor in Grootschermer en Eext. 
Brinkerink was al sinds 1933 lid van de NSB. Toen dat in 1941 in Eext bekend werd, moest hij aftreden. Hij vond daarna werk op het departement van Volksvoorlichting en Kunsten. Samen met zijn vrouw woonde Brinkerink in Wassenaar. Hij legde in 1942 met succes het burgemeestersexamen af. Op 13 oktober 1943 werd hij benoemd tot burgemeester van de gemeenten Oude Tonge en Nieuwe Tonge. Bij zijn benoeming werd Brinkerink toegesproken door voormalig wethouder A. van Alphen van de ARP die niet onder stoelen of banken stak dat er sprake was van grote politieke verschillen. Brinkerink sloot zich hierbij aan in de daaropvolgende toespraak. Lang kon Brinkerink niet van zijn burgemeesterschap genieten. In april 1944 werd hij eervol ontslagen omdat de Duitsers grote delen van de gemeente onder water zetten, om zo een mogelijke geallieerde invasie te bemoeilijken. Brinkerink en zijn vrouw trokken naar Schipborg, waar zij een vakantiehuisje betrokken onder de schuilnaam Reiling. 
Leden van het verzet ontvoerden Brinkerink en zijn vrouw. Zij werden gevangengezet op de boerderij van Lammert Zwanenburg in Beilen. Een veemgericht veroordeelde Brinkerink en zijn vrouw vervolgens ter dood. Het vonnis werd voltrokken door L. Nagel. Het echtpaar werd begraven achter de boerderij.